# 4/11 grappland
4/11 Grappland — азербайджанский спортивный клуб по смешанным единоборствам и грепплингу, основанный 28 февраля 2022 года Фаиком Мамедовым. 
Название «4/11» происходит от техники удержания ноги в бразильском джиу-джитсу. 

## История
Клуб основан Фаиком Мамедовым, который в настоящее время живет и развивает Grappland в США. В Баку основное подразделение возглавляют действующие спортсмены и тренеры.

## Тренеры
- Фарид Алибабазаде — главный тренер по ММА, действующий боец (чемпион Octagon League, MPL).
- Имран Заманов — главный тренер по грепплингу.
- Агшин Бабаев — тренер.
- Муса Мусазаде — тренер.
- Самик Рамазанов — тренер по BJJ.

## Известные бойцы
- Фарид «BEK» Алибабазаде (MMA рекорд 13-8-1).
- Кейяр Пириев (4-2-0).
- Мирмехти Мириев (3-0-0).
- Сейхун Асадли (3-0-0).
- Ширхан Гулизаде (3-1-0).
- Мухаммад Ахмадзаде — чемпион и призёр мира и Европы по грепплингу (ADCC, AMP и др.).

## Достижения
- В 2025 году ученики клуба завоевали титулы чемпионов мира GAMMA в Сан-Паулу (Адиль Абузаров, Сардарлы Сардар).
- Грепплеры клуба знамениты техникой болевых на ноги.
- Боец Фарид Алибабазаде стал известен благодаря нестандартной защите от тейкдауна (сальто над соперником Бахадиром Бакиевым на турнире MPL в Узбекистане).

## Менеджмент
Клуб работает совместно с менеджерской компанией Galaktic Sports. Менеджер — Джавад Мамедов.